# Prime Sinister
Prime Sinister est un groupe de rock et heavy metal français, qui s’est créé à Los Angeles en Californie. Leur style musical est un mélange de metal industriel et de stoner rock avec une bonne dose de rock 'n' roll.
Qualifié comme le « Motörhead du XXIe siècle » par le magazine Hard Rock ou « les futurs remplaçants de Al Jourgensen (Ministry) et de sa fine équipe » par le webzine U-Zine[réf. nécessaire], Prime Sinister dégage un son lourd, puissant et sombre...

## Biographie
A Los Angeles, durant la 4ème tournée américaine d’Undercover Slut, Pills (guitare), 96 (Basse) et Fuse (Batterie) décident de continuer leur histoire musicale sans leur ancien chanteur sous le nom de PRIME SINISTER. Ils avaient alors écumé des clubs de New York, Las Vegas et Los Angeles ainsi que des salles parisiennes et londoniennes de 2002 à 2006 mais aussi composé et enregistré les musiques de l'album Communism is Fascism (sorti chez Apokalypse Records en 2004), et du Single Drama-Sick Democra-Sin (sorti chez Free Will Europe) en 2005.
Rapidement inspirés, les membres de Prime Sinister publient un EP auto-produit de quatre titres intitulé United in Violence (U.I.V)après un mois d’existence seulement. L'enregistrement fût réalisé par Pills au "Pills Factory Studio", son home studio qui avait déjà beaucoup servi du temps d'Undercover Slut entre 2002-2006. Le EP reçoit un accueil très favorable à la fois des critiques et du public("Demo du mois"Rock Hard mag n°63...).
Leur premier concert est organisé à Paris au Klub le 27 mai 2007. Après quelques prestations en France, la bande est invitée en juin 2007 à venir se produire en Angleterre à Donington pour le festival HawkFest organisé par le groupe culte britannique de space rock Hawkwind (le fameux groupe de Lemmy Kilmister juste avant Motörhead). De retour en France, Prime Sinister tourne sa première vidéo In Guns We Trust, et offre un concert dans la capitale en première partie du groupe américain Sleepytime Gorilla Museum à La Locomotive. Fort de sa première prestation anglaise, le trio repart à Londres le 19 décembre 2007 pour un concert événement avec Hawkwind au London Astoria devant plus de 2500 spectateurs.
Epaulé alors par le label Sins Records et le distributeur Season of Mist, Prime Sinister enregistre son premier album studio United in Violence (sorti le 28 mars 2008). L’album reçoit de bonnes et encourageantes critiques ("Motörhead du XXIeme Siècle" Hard Rock Mag n°17) ,,et les « Primes » font de nombreuses dates dans divers salles et clubs français.
Début 2010, durant la réalisation de son 2ème album Wish Me Hell , Fuse quitte le groupe.Il se fait remplacer rapidement par Youri à la batterie pour assurer les dates de concerts prévues à la sortie de l'album.Wish Me Hell sortira courant 2010 via Season of Mist et GreatDane Records. Cet album s'est montré plus varié que son prédécesseur, notamment avec des titres un peu plus "Hard Rock" comme Wish Me Hell ou Kaiser Kardinal. On y trouve aussi une reprise très "Heavy" de Money For Nothing (Dire Straits) et des titres  plus "Prog"  comme The Fith Season ou Hard. Dès sa sortie dans les bacs, le groupe prend la route pour défendre son nouveau disque sur scène. Il se produit notamment au Motocultorfest 2010 et au Hawkfest avec Hawkwind et Girlschool...
Fin 2012, Pills et Youri travaillent et enregistrent la majorité des titres de l' album :The Blackest Movie. Sur cet album,Youri fait la batterie et Pills qui habituellement chante et joue la guitare, assure la basse en plus car 96 a quitté le groupe quelque temps auparavant. Pour honorer ses prochaines dates de concerts, notamment aux Metalurgicales de 2012 (avec Anthrax, Meshuggah et Loudblast), les 2 musiciens font appel à un bassiste de session Damien Jacquemin baptisé "Krugger".
En 2013, Pills décide de former un "nouveau" Prime Sinister avec Cly Max à la Basse et Infuscomus à la batterie. Ils enregistrent alors tous les 3 une reprise de Killing Joke ("The Wait ") qui figurera en bonus track sur l'album The Blackest Movie dont la sortie fût retardée. A l'origine, cet album était prévu comme un double album mais le label a estimé finalement qu'il valait mieux retirer des titres pour limiter certains coûts...L'album sort donc en version simple CD en septembre 2015via Greatdane Records et Season of mist.
Dès sa sortie, le groupe part en tournée anglaise avec Hawkwind durant l'automne. Il joue entre autres aux O2 Academy d'Oxford et de Bournemouth et participe au HawktoberFest  au Manchester Academy devant plusieurs milliers de spectateurs...
Durant les années qui suivent, Prime Sinister sort 3 clips vidéos (réalisés par F.Vedrines) et continue à se produire sur scène en France et au Royaume-Uni. En parallèle, le groupe planche sur l'écriture de son prochain album "Horror Humanum Est".
Ce nouvel opus de 11 titres s’inspire de films d'horreur et d'épouvante et offre en bonus une reprise "Set the controls for the heart of the Sun" de Pink Floyd). L’enregistrement et le mixage ont été interrompus lors des confinements liés a la Covid 19. Pills ne reprend réellement le travail de studio qu'en 2022.
Le jour d'Halloween 2023, Horror Humanum Est sort enfin, tout d'abord en exclusivité sur le bandcamp officiel du groupe (uniquement en téléchargement) puis il est finalement disponible fin décembre 2023 sur toutes les autres plateformes de streaming. La date de sortie du format physique (CD et/ou Vinyle) n'a pas encore été communiquée...

## Membres

### Membres actuels
- Pills - chant, guitare, producteur (depuis 2006)
- Cly'max - basse, (depuis 2013)
- Infuscomus - batterie, (depuis 2013)

### Anciens membres
- 96 - basse (2006-2011)
- Fuse - batterie, (2006-2010)
- Youri - batterie (2010-2012)
- Krugger - basse (2012-2013)

## Discographie
- 2006 : U.I.V (démo)
- 2008 : United in Violence
- 2010 : Wish Me Hell
- 2015 : The Blackest Movie
- 2023 : Horror Humanum Est

## Clips
- 2007 : In Guns We Trust (réalisé par Franck Védrines)
- 2010 : All In All (Réalisé par "The Eye")
- 2013 : I Can't Change (réalisé par Franck Védrines)
- 2014 : The God's Failure (réalisé par Franck Védrines)
- 2015 : The Wait (réalisé par Franck Védrines)